# Liste der Monuments historiques in Vitry-sur-Orne
Die Liste der Monuments historiques in Vitry-sur-Orne führt die Monuments historiques in der französischen Gemeinde Vitry-sur-Orne auf.

## Liste der Objekte
| Bezeichnung                   | Beschreibung               | Standort                       | Kennzeichnung | Schutzstatus | Datum | Bild |
| ----------------------------- | -------------------------- | ------------------------------ | ------------- | ------------ | ----- | ---- |
| Skulptur Christus in der Rast | Kalkstein, bezeichnet 1540 | in der Kirch St-Étienne (Lage) | PM57000429    | Classé       | 1990  |      |